# Sam (film, 2021)
Pour les articles homonymes, voir Sam.
Pour plus de détails, voir Fiche technique et Distribution.
Sam est un drame québécois réalisé par Yan England, sorti en 2021. Le film met en scène Antoine Olivier Pilon dans le personnage de Sam. La distribution comprend également Mylène Mackay, Milya Corbeil-Gauvreau et Stéphane Rousseau. Le film est présenté en première montréalaise le 26 juillet 2021.

## Synopsis
Sam, un jeune nageur de 22 ans, est encadré étroitement par sa sœur Judith pour réaliser son objectif de toujours, une qualification pour les Jeux olympiques. Mais il sera confronté à un événement majeur qui le forcera à réévaluer sa vie.

## Fiche technique
D'après Films Québec
- Titre original : Sam
- Réalisation : Yan England
- Scénario : Yan England et André Gulluni
- Musique : Raphael Reed (additionnelle : Cult Nation)
- Direction artistique : Jean-François Clément
- Costumes : Élisabeth Morad
- Maquillage : Julie Brisebois, Karine Létourneau
- Coiffure : Vincent Dufault, Jean Scarabin
- Photographie : Jérôme Sabourin
- Son : Christian Bouchard, Robert Labrosse et Louis Gignac
- Montage : Benjamin Duffield (en)
- Production : Diane England et Denise Robert
- Société de production : Cinémaginaire
- Société de distribution : Les Films Séville
- Pays de production :  Canada
- Langue originale : français
- Format : couleur
- Genre : drame psychologique sportif
- Durée : 95 minutes
- Dates de sortie :
  - Canada : 26 juillet 2021 (première au cinéma Cinéplex Odéon Quartier Latin à Montréal)[4]
  - Canada : 28 juillet 2021 (sortie en salle au Québec)
- Classification :
  - Québec : Visa général[5]

## Distribution
- Antoine Olivier Pilon : Samuel « Sam » Girard[5]
- Mylène Mackay : Judith Girard
- Stéphane Rousseau : Marc
- Milya Corbeil-Gauvreau : Océanne
- Pierre-Yves Cardinal : Vincent
- Marie-France Marcotte : Stéphanie
- Catherine Sénart : Dre Sophie Ivana
- Simon Daniel Boisvert : Alex
- Julie Beauchemin : Sabrina, la mère d'Océanne
- Lévi Doré : Tommy
- Émile Mailhiot : Louis
- Nicole Gibeault : la juge
- Paul Arcand : animateur radio

## Production
Pour le rôle principal, Antoine Olivier Pilon – un acteur qui a déjà dû jouer différents athlètes (notamment pour le précédent film de Yan England, 1:54 en 2016 dans lequel il incarnait un coureur de 800 m) – doit s'entraîner spécifiquement à la natation (bassin et musculation) avec un coach pour rendre crédible son interprétation d'un nageur au potentiel olympique.

## Accueil de la critique
À sa sortie au Québec, le film est très bien accueilli par la critique,,.

## Distinctions

### Récompenses
- Prix Iris 2022 au 24e gala Québec Cinéma : Prix du public